# 澳洲聖誕樹
多花金焰檀（学名：Nuytsia floribunda）是分布在澳洲地區的大型寄生植物。

## 型態
多花金焰檀可長到數十米高，或是低矮的灌木，利用根部的吸器攻擊其他植物的根部，吸收養分。
雖然它對一株寄主吸取的養分很少，由於它會同時從不同寄主吸取養分，加總起來可能很可觀。